# 札掛の松
札掛の松（ふだかけのまつ）とは、愛知県あま市蜂須賀地区にある遺跡。

## 由緒
「蜂須賀村由来記」によると、この松は誰とも知らず一夜のうちに植え置かれ、その枝に「この松は西国三十三所の霊場結願の谷汲山華厳寺の松を移したものである。この松を観音と思い、谷汲山へ参詣する心でお参りし、末世の人、信仰怠るなかれ」という札が掛けられていたことから「札掛の松」と称された。
現在は四代目の松で、1976年（昭和48年）に地元の有志が谷汲山の松を貰い受け移植したもの。